# Bartolomeo Montagna

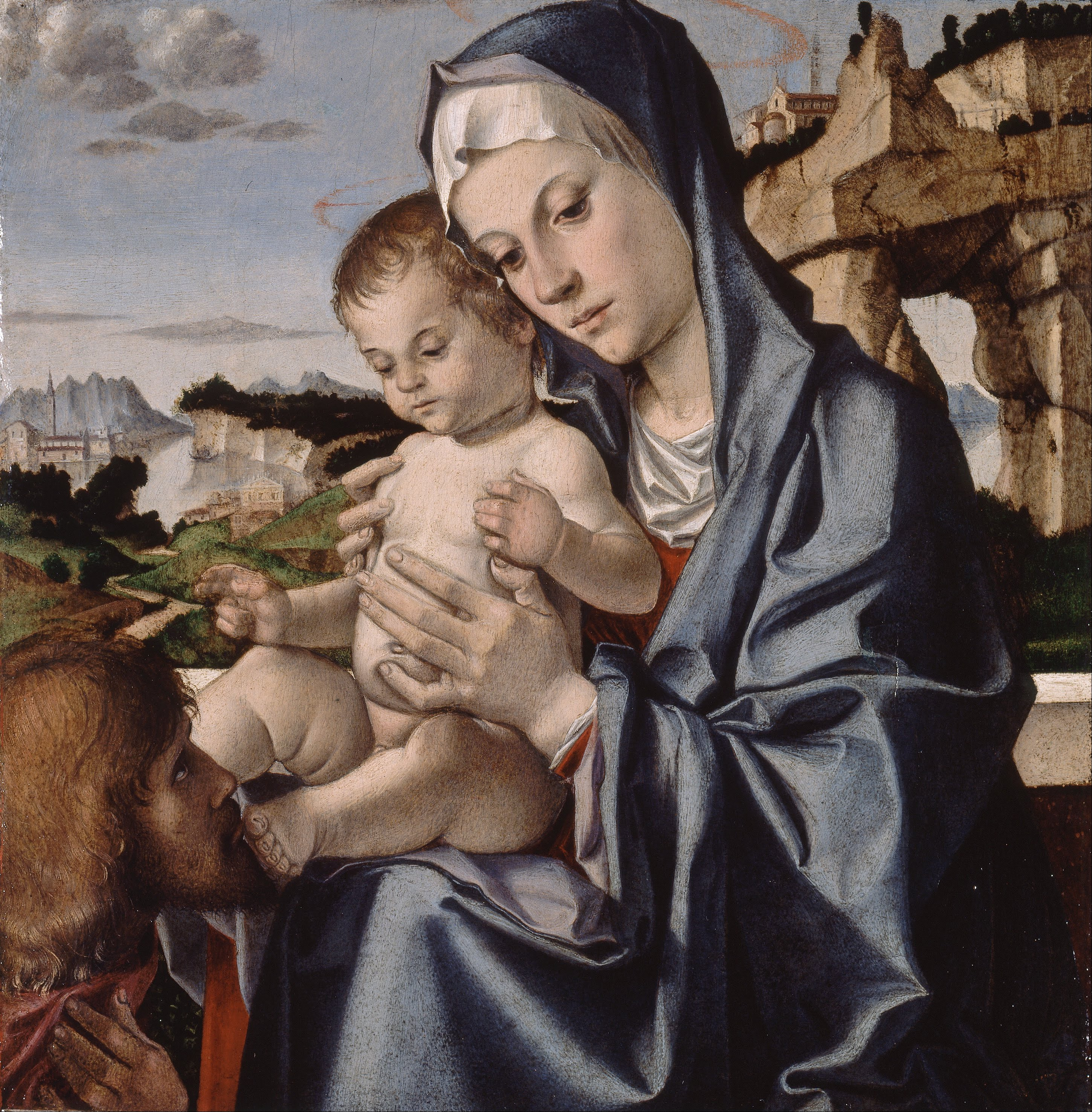
Bartolomeo Montagna, Madonna z Dzieciątkiem, ok. 1483.

Bartolomeo Montagna (ur. 1450, zm. 1523) – włoski malarz renesansowy, tworzył głównie w Vicenzy i Wenecji.

## Życiorys
Pochodził z okolic Brescii. Szkolenie artystyczne rozpoczął prawdopodobnie w Weronie jako uczeń Domenica Moronego. Około 1480 roku wspólnie z Gentile i Giovannim Bellinimi udekorował freskami przedstawiającymi sceny z Księgi Rodzaju ściany siedziby bractwa Scuola di San Marco, które zostały kilka lat później zniszczone w pożarze. Dzieła Montagny utrzymane są w stylu późnego quattrocenta, pojawiają się w nich wpływy Antonella Messiny i Vittore Carpaccia.
Do jego najbardziej znanych uczniów zaliczany jest Marcello Fogolino.
Syn Bartolomea, Benedetto, kontynuował malarską działalność ojca.